# Município Rivungo
Município Rivungo är en kommun i Angola.   Den ligger i provinsen Cuando Cubango, i den sydöstra delen av landet, 1 300 km sydost om huvudstaden Luanda.
Omgivningarna runt Município Rivungo är huvudsakligen savann. Trakten runt Município Rivungo är nära nog obefolkad, med mindre än två invånare per kvadratkilometer.